# سیارک ۲۲۱۰۹
سیارک ۲۲۱۰۹ (به انگلیسی: 22109 Loriehutch، نامگذاری:2000PJ22) بیست و دو هزار و صد و نهمین سیارک کشف شده‌است که در ۱ اوت ۲۰۰۰ کشف شد.
قدر مطلق سیارک برابر ۱۴.۱ است.